# Ярмовский, Анатолий Григорьевич
Анатолий Григорьевич Ярмовский (род. 31 октября 1938, Ленинград, РСФСР, СССР) — советский гимнаст и тренер по спортивной гимнастике. Мастер спорта СССР, Заслуженный тренер СССР (1980). Награждён орденом Трудового Красного Знамени (1980).

## Биография
Родился в 1938 году в Ленинграде. С юношеских лет начал заниматься спортивной гимнастикой, сдал норматив на звание Мастера спорта СССР. Выступал за ленинградское ДСО «Динамо». Тренировался под руководством Михаила Касьяника. Был чемпионом Ленинграда и чемпионом ЦС ДСО «Динамо» по спортивной гимнастике.
Окончил ГДОИФК имени П.Ф. Лесгафта и после завершения выступлений перешёл на тренерскую работу. Был тренером в ДСО «Динамо».
Одним из подопечных Анатолия Григорьевича Ярмовского был Заслуженный мастер спорта СССР, трёхкратный олимпийский чемпион, семикратный чемпион мира Александр Николаевич Дитятин. Дитятин пришёл тренироваться у Ярмовского ещё когда был в третьем классе, а всего вместе они проработали двадцать лет — случай для спортивной практики необычный. Дитятин отмечал, что с тренером у него сложились особенно доверительные отношения: «Мы отлично друг друга дополняли: я взрывной по характеру, Ярмовский уравновешенный, спокойный».
В 1980 году, после выступления Дитятина на Летних Олимпийских играх в Москве, где он был удостоен трёх золотых медалей, Ярмовский получил почётное звание «Заслуженный тренер СССР».
Также был тренером двукратного чемпиона Азербайджана Шакира Рамиз оглы Шихалиева.
На данный момент проживает в Германии.